# 青山ひかる (タレント)
青山 ひかる（あおやま ひかる、1993年6月13日 - ）は、日本のタレント、グラビアアイドル、女優。女性アイドルユニットsherbetのメンバー。長崎県佐世保市出身。ゼロイチファミリア所属。

## 来歴
2013年10月、声優専門学校に通っていた際スカウトされ、グラビアアイドルとしてデビュー。
2014年1月、ファンと検討して悩んだ末に、ニックネームが「あおみん」に決まる。同年4月、第1回“ジガドル”コンテストでグランプリ（リリー・フランキー賞）を、同年8月に「日本テレビ放送網『汐留グラビア甲子園2014』ファン特別賞」を受賞。また「プロが選ぶアイドルDVD賞2014」で染谷有香と共に新人賞を受賞した。
2015年5月28日のライブを以って所属していたアイドルグループ「桜丘ショコラ」を卒業。同年8月からは女性アイドルユニット「sherbet（シャーベット）」に所属している。メンバーカラーは青色。
『週刊プレイボーイ』No.3＆4（1月18・25日号、集英社）の「2016年初場所グラビアアイドルボイン番付」で東の横綱に選出された。
2017年10月2日、同年9月30日をもってエンターマックスプロモーションを円満退社し、翌10月1日にゼロイチファミリアへ移籍したことを自身のブログで報告した。
同じゼロイチファミリア所属の青山を含む6名（他に川崎あや、アンジェラ芽衣、十味、黒木ひかり、月野もも）で「YJ DREAM GiRLS」を結成し、2018年11月発売の『週刊ヤングジャンプ増刊号 ヤングジャンプGOLD』（集英社）に掲載。

## 人物
- セールスポイントは、目と、柔らかすぎる自由自在な胸[7]。
- 胸は中2ぐらいから急激に大きくなった[11][12]。プールに行こうにもサイズがなく、スカウトの際、「自分の胸に合うサイズの水着なんてないですよ!」と断ったつもりが、「たくさんあります」と返されたことでグラビア業界に興味を持った[8]。
- 特技は空手、水泳。趣味は、スマホゲーム（RPG中心）、コスプレ、動物へのアテレコ、人間観察。アニメソング、VOCALOID、スティッチ、青色[13]が好き。好きな食べ物は肉（鶏肉、ローストビーフ）、イチゴ。嫌いな食べ物はチーズタルト。好きなポケモンはゲンガー、ヒトカゲ、リザードン。
- 小・中学生当時は空手、水泳などをやるスポーツ少女であったが、高校生になってインターネット（YouTube、ニコニコ動画）にハマり、インドア派になる。高校生の頃には、アニメを一週間に26本（話）観ていたこともある。
- 前述のように元々は声優を目指して上京した。尊敬する声優は山寺宏一、緑川光[14]。尊敬するタレントは中川翔子。
- 将来の目標はマルチタレント。一番の目標は声優の仕事に挑戦すること。本人曰く、「どんな仕事も頑張る（ただし、危ないものはNO,Thank You）」「社長には怒られるけど“野生児アイドル”としてやっていきたい（笑）」。座右の銘は「何事も楽しむ」。
- 仕事のモットーも何事も楽しむ[15]。
- 同じ事務所の桃月なしことはプライベートでもポケカをする仲[16]。
- 後輩の霜月めあとコス併せをしたことがある[17]。
- アイドルグループ・sherbetの同じメンバーである橋本梨菜とは、汐留グラドル甲子園2014で初めて会っていた。
- 1番最初にプレイしたポケモンは、「ポケットモンスター赤」[18]。
- 一番ハマったデジモンはテイマーズ[19]。
- 一番子どもの頃に触っていたゲーム機はゲームボーイアドバンス。やっていたゲームはトマトアドベンチャー[20]。
- グラビアについては、やれるところまではやろうかなという気持ち[21]。
- 2016年、8代目サガミオリジナル002宣伝大使に就任[22]。
- 2016年10月、日本テレビ『有吉反省会』に出演[23]。
- NO KICK NO LIFEのラウンドガールに4大会連続で登場している[24][25]。
- サマナ塾の塾生。
- 2024年の目標は「もっともっとゲームのお仕事や配信などを頑張っていきたいと思います！　カードゲームもたくさん盛り上げたいです！　カードゲームのお姉さんになりたい！」[26]。

## 作品

### イメージビデオ
※太字のタイトルはBD版も併売。
- アイしてる?（2013年12月27日、シャイニングスター）DSTAR-9022
- ミルキー・グラマー（2014年4月25日、竹書房）TSDV-41628
- アイを感じる?（2014年7月25日、シャイニングスター）DSTAR-9036
- アイをあげるね（2014年11月20日、ラインコミュニケーションズ）LCDV-40668
- 光彩（2015年2月25日、エアーコントロール）OME-200
- AH（2015年5月29日、エスデジタル）SBVD-277
- アイに変わるとき…（2015年8月28日、シャイニングスター）DSTAR-9063
- アイがあふれる（2015年11月20日、ラインコミュニケーションズ）LCDV-40717
- ずっとアイして…（2016年2月19日、イーネット・フロンティア）ENFD-5704
- あおみんキャット（2016年5月20日、竹書房）TSDS-42159
- 「アイ」から始まる…（2016年8月26日、エスデジタル）SBVD-340
- アイして欲しいの（2016年11月20日、ラインコミュニケーションズ）LSDV-40768
- いま、アイたくて…（2017年2月14日、イーネット・フロンティア）ENFD-5767
- 無防備な誘惑（2017年5月26日、スパイスビジュアル）MMR-AZ054
- Blue Fragrance（2017年8月18日、M.B.D. メディアブランド）MIST-46S
- 青春のひかり（2017年11月20日、ラインコミュニケーションズ）LCDV-40816
- シューティング・ラブ（2018年4月20日、竹書房）TSDS-42306
- Lovely Blue（2019年2月20日、ラインコミュニケーションズ）LCDV-40905
- 僕の彼女はIカップの猫系アイドル（2021年1月26日、イーネット・フロンティア）AIPI-0027
- こっちも・・・見てください。（2022年4月22日、竹書房）TSDS-47001
- アイカプチーノ（2023年3月22日、イーネット・フロンティア）AIPI-0048
- ブルーラグーン（2024年10月28日、AIconiQ Pictures）AIPI-0055

### VR
- VR女子寮物語〜青山ひかる〜 青山ひかる（2017年7月28日、エスデジタル)
- 尻先輩・倉持由香 VRグラドル女子会（2018年5月27日、360Channel）[27]
- 青山ひかると同棲中。有名アイドルのビキニ姿を独り占め、そういう世界。（2019年7月5日、ファンタスティカ）
- 青山ひかると二人だけの部活帰り、時間が止まれば良いのになって思う、そんな世界。（2019年7月12日、ファンタスティカ）
- 青山ひかるに癒されてむしろ高まる体温と鼓動、そういう世界。（2021年10月22日、ファンタスティカ）
- 青山ひかるの自宅で急接近して素肌に触れた日のこと、そんな世界。（2021年11月12日、ファンタスティカ）

### 写真集
- wrap the BOOBs 着衣巨乳写真集（2016年5月31日、一迅社、撮影：須崎祐次）ISBN 978-4-7580-1492-2 - モデル参加
- 原寸大おっぱい図鑑（2017年8月2日、一迅社、撮影：須崎祐次）ISBN 978-4-7580-1567-7[28] - Iカップ代表
- 青山ひかる GCG.（2018年2月14日、KADOKAWA）ISBN 978-4-04-735017-5
- 艶猫（2020年11月18日、双葉社、撮影：西田幸樹）ISBN 978-4-575-31588-2
- blueprint（ブループリント）（2022年11月1日、講談社、撮影：佐藤裕之）ISBN 978-4065299821

## 出演

### テレビ番組・ウェブ番組
- ピグ☆1 負けたら水着! ジャンケン大会（2014年1月 - 6月、スカパー!） - メインMC
- つんつべ♂バク音（TOKYO MX） - 第3回バクNEWクイーンコンテスト
- ワーキングデッド〜働くゾンビたち〜（BSジャパン）
- 深夜のアプリバラエティー ひまっぷり（熊本朝日放送）
- 次世代アイドル発掘バラエティー 人気者になろう!（日本テレビ）
- 鎧美女（フジテレビONE)
- グラドルデリバリー箱（2016年配信開始、360Channel）[29]
- 月刊 アニ愛でるTV!（2017年6月6日 - 、Kawaiian TV）
- DTテレビ（2017年10月14日・21日・11月25日・2018年2月23日・5月11日、AbemaTV） - Pacoちゃん[30]
- 麻雀最極決定戦！サバイバルバトル 極雀season 13（フジテレビONE）
- ブレイク！（2018年6月12日・19日・26日、日本テレビ）
- 私たち、結婚式できますか？ （2021年11月7日、テレビ大阪）[31]
- グラビアアイドル応援チャンネル「KAMERACOZO」（2023年6月7日 - 2024年3月5日、ニコニコチャンネルプラス） - メインMC [32][33]
- デジモンカードバトル（YouTubeチャンネル） - メインMC

### 映画
- 聖なるもの（2018年、監督：岩切一空） - 青山 役
- 映画版 ふたりエッチ ラブ・アゲイン（2019年、監督：近藤俊明） - 主演・小野田優良 役[34]
- グレーゾーン（2021年6月4日、 監督：宏洋） - 黒崎美鈴 役[35]
- アキはハルとごはんを食べたい 2杯目!（2024年6月14日、監督：川野浩司）[36]

### オリジナルビデオ
- 新・ヒロイン危機一髪!!10 白衣の天使 リーサルエンジェルS（2017年4月14日発売、ZENピクチャーズ） - 主演・天馬命 役

### 舞台
- アリスインプロジェクト「デジタルホムンクルス[37]」（2013年12月18日 - 23日、シアターKASSAI） - ルクシオン 役（星組）
- GIRLS MUSEUM「Short Sweet Story エイプリルフール編」（2014年4月2日 - 5日、パフォーミングギャラリー&カフェ『絵空箱』）
- アリスインプロジェクト「Copyright.[38]」（2014年5月28日 - 6月1日、シアターKASSAI） - 鈴玉リンユー 役（星組）
- K.B.S.Project act.15「超スポ魂合唱コメディ『SING!!』-The TAKT of MAGIC-」（2014年9月11日 - 15日、シアターグリーン BIG TREE THEATER / 9月27日 - 28日、梅田 HEP FIVE）
- 居酒屋「夢の郷」殺人事件スピンオフ企画 一夜だけの大反省会（2014年12月） - ゲスト・青山ひかる巡査 役
- デフィプロモーション「ホテル・ミリオン・ドールズ」（2015年1月22日 - 27日、シアターグリーン BASE THEATER） - ユウリ 役（柊・桃）
- 女神座ATHENA 4th IMPACT「アレス・レベリオン[39]｣ （2015年2月26日 - 3月1日、ラビネスト） - スーシェン 役
- すくらんぶるえっぐ「ホームルームは終わらない[40]」（2015年4月29日 - 5月4日、中野ザ・ポケット） - ヒロイン
- 居酒屋「夢の郷」殺人事件2015夏 〜夏まで待てない！制作発表イベント〜（2015年5月）
- 居酒屋『夢の郷』殺人事件2015夏（2015年7月11日 - 12日・18日 - 20日、居酒屋「活鮮旬菜 夢の郷」） - 容疑者・斎藤ひかる 役
- アリスインプロジェクト「新・戦国降臨ガール[41]」（2015年10月21日 - 25日、全労済ホール スペース・ゼロ） - 初芝翡翠 役
- 居酒屋「夢の郷」殺人事件2015冬スピンオフ企画（2015年12月）
- DMM.yell presents「熱いぞ!猫ヶ谷!![42][43]」（2016年3月16日 - 20日、品川プリンスホテル クラブeX） - 鮫島秘書 役
- 劇団ドリームプリンセス「ミエタミエナイセカイ[44]」（2016年6月1日 - 5日、新宿村LIVE） - 桐谷梨々花 役
- Air studio「シェアハウスIV -O・MO・TE・NA・SHI-」（2016年6月25日、アクアスタジオ） - 日替わりゲスト
- 爆走おとな小学生「転校生革命」（2016年7月26日 - 31日、シアターKASSAI） - 主演・森永エマ 役
- L&L企画「コウの花嫁[45]」（2016年10月26日 - 30日、全労済ホール スペース・ゼロ） - コウ 役（雨組）
- MAIA STARSHIP「月喰マスカレイド prism waltz」（2016年12月15日 - 18日、ベースメントモンスター） - 胡凛 役（チーム朔）
- M-SMILE「まいっちんぐマチコ先生〜臨海学校で人魚伝説！そんな事ってアリエル？の巻〜[46]」（2017年8月17日 - 20日、築地ブディストホール） - 主演・麻衣マチコ 役
- NIKKE THE STAGE[47]（2024年6月6日 - 9日、 こくみん共済 coop ホール／スペース・ゼロ） - アニス役
- 朗読劇「刻め!秒針よりも速く!!」（2024年11月27日 - 12月1日、シアター・アルファ東京）[48]
- 舞台「まちカドまぞく」（2025年1月9日 - 15日、博品館劇場） - 主演・吉田優子 役[注 1]
- NIKKE THE STAGE 再演[51]（2025年7月3日 - 6日、 Club eX） - アニス役

### ゲーム
- 龍が如く 極2（2017年12月7日、セガゲームス） - グラビア撮影スタジオモデル・青山ひかる 役[52]

### イベント
- 九十九里トライアスロン[53]（2016年9月24日） - チームCHINTAI グラチアメンバー（全担当：佐山彩香、スイム担当：青山ひかる、ラン担当：大貫彩香、バイク担当：星島沙也加）[54]
- 週末のハーレム（2018年3月17日、集英社） - 川崎あや、倉持由香、長澤茉里奈、RaMu、菜乃花との合同撮影会[55]

### ラジオ、音声配信
- よゐこ有野のノーギャラジオ（2023年4月3日、12月4日、Radiotalk、MBSラジオ）[56]
- Mラジ Music Treasures（2024年1月25日、MBSラジオ）[57]

### 雑誌・その他
- ビジュアルウェブS（小学館）乙女学院
- デジタル週プレBOOK（集英社）
- sabra net e-Book（小学館）
- Idol Line（Amazon Services International, Inc.）
- 解禁グラビア写真集（Amazon Services International, Inc.）
- 美人動画MAX（株式会社シーガル）
- DAM「グラカラ」（第一興商）
- グラドル自画撮り部×クリアストーン（コスプレパッケージモデル）
- ドラマCD『めぐる季節のなかで -春冬編-』（スカイクラッドレコード）
- ゼロイチファミリア×スピリッツ40周年メモリアルブック（小学館）